# Теодор Стратилат
Святий Феодор Стратилат (грец. Άγιος Θεόδωρος ο Στρατηλάτης, ? — 8 лютого 319) — ранньохристиянський святий і мученик. Воєвода східноримського міста Гераклеї. Пам'ять — 8 лютого.
Святий Феодор походив з міста Євхаїт (в Малій Азії) і був воєводою (з грецької — «стратилатом») в місті Гераклеї, поблизу Чорного моря. Своїм благочестивим життям і покірливим управлінням він викликав до себе прихильність містян, і багато язичників, бачивши його добродійне життя, приймали Христову віру. Коли слух про це дійшов до імператора Ліцинія (308-323), співправителя Костянтина, він прибув в Гераклею і примушував Феодора поклонитися ідолам. Коли ж святий Феодор залишився непохитним, розгніваний правитель наказав піддати його жорстоким мукам.
Святого Федора розтягнули на землі, били залізними прутами, палили вогнем і, нарешті розіпнули на хресті і викололи очі. Вночі ангел з'явився мученику, зняв його з хреста і абсолютно зцілив його. На ранок слуги Ліцинія, послані кинути тіло святого Феодора в море, побачивши його абсолютно здоровим, увірували в Христа. Увірувало також і багато інших язичників, що бачили Боже чудо. Дізнавшись про це, Ліциній наказав обезголовити святого Феодора в 319 році. Страждання його були описані очевидцем, його слугою і писарем Уаром.